# Miejski Las Użytkowy
Miejski Las Użytkowy (MLU) – jedna z form użytkowania lasów, w której łączone są różne pozaprodukcyjne funkcje lasu. Obejmuje tereny leśne zlokalizowane w obrębie miast, stanowiące element „zielonej infrastruktury”, w których dopuszczone są prospołeczne formy zagospodarowania niekolidujące z prośrodowiskowymi funkcjami lasów.  

## Opis
Podstawową rolą jest odnowa, utrzymanie i rozwój ekosystemu leśnego z zachowaniem wszystkich jego dobroczynnych cech dla potrzeb miasta i jego mieszkańców. Jednocześnie zagospodarowany i zarządzany z poszanowaniem praw, ról i potrzeb przynależnych ludziom, grzybom, roślinom i zwierzętom. Preferowane formy zainwestowania to tereny i obiekty rekreacyjne, sportowe, edukacyjne, usługowe i mieszkaniowe wykorzystujące proekologiczne technologie i rozwiązania. Obiekty wkomponowane w krajobraz, pozbawione elementów dysharmonijnych. Teren ogólnie dostępny, w tym dostosowany do potrzeb osób niepełnosprawnych, stanowiący miejsce szeroko rozumianej integracji międzypokoleniowej. 
Miejski las użytkowy świadczy szeroki wachlarz usług ekosystemowych określonych w Milenijnej Ocenie Ekosystemów (Millennium Ecosystem Assessment, 2005): podstawowych (siedliskowych), zaopatrujących, regulujących, kulturowych. Tworzy warunki do zrównoważonego rozwoju systemów glebowych, wodnych, przyrodniczych, architektonicznych i ekonomicznych. Dąży do zrównoważonego energetycznie ekosystemu, wytwarzającego co najmniej tyle energii, ile sam jej zużywa (Bill Mollison, 1978). Umożliwia użytkownikom dostęp do zdrowej żywności, czystej wody, i czystego powietrza. Koncepcja miejskiego lasu użytkowego zakłada elastyczne podejście do sposobu jego użytkowania, umożliwiające dostosowywanie funkcji przestrzeni i zabudowy do ewoluujących potrzeb użytkowników. 
Miejski las użytkowy może funkcjonować jako samowystarczalna jednostką osadnicza, będąca równocześnie częścią zrównoważonej struktury miasta. Optymalne miejsce wdrażania rozwiązań w zakresie inteligentnego miasta (smart city), w tym zarządzania z udziałem sztucznej inteligencji, elektromobilności, transportu bezemisyjnego, odnawialnych źródeł energii oraz innych nowoczesnych technologii.  
Szczególnym przykładem miejskich lasów użytkowych są zlokalizowane w parkach lub lasach amerykańskie i zachodnioeuropejskie miasteczka (campusy) uniwersyteckie, w których wkomponowano w istniejącą zieleń różne obiekty uczelniane, a także osiedla senioralne. Koncepcją projektu pilotażowego MLU jest Zielone Smart City MOM XXII. 
Koncepcja Miejskiego lasu użytkowego została nagrodzona nagrodą publiczności w ramach V edycji konkursu Futuwawa – miasto przyszłości, organizowanego przez m. st. Warszawa.